# Tư duy trong hệ thống
Tư duy trong hệ thống: Dẫn nhập (tựa tiếng Anh: Thinking in Systems: A Primer) là cuốn sách khoa học thường thức về cách tư duy và giải quyết vấn đề từ quy mô cá nhân đến quy mô toàn cầu. Cuốn sách đã giúp phổ biến các khái niệm về hệ thống phức từ giới hàn lâm kinh viện cho các độc giả đại chúng. Đây cũng là một trong những cuốn sách nổi tiếng nhất của giáo sư Donella Meadows được xuất bản lần đầu tiên năm 2009, 8 năm sau khi bà mất.
Tư duy trong hệ thống biện luận rằng phần nhiều các vấn đề mà thế giới đang trải qua từ nhiều năm nay, từ nghèo đói, dịch bệnh, chiến tranh, hủy hoại môi trường thực ra xuất phát từ các sai lầm trong hệ thống, và cần được xử lý một cách có hệ thống, xét đến các nhân tố tham gia trong đó và mối quan hệ giữa chúng.
Cuốn sách gồm 7 chương, 3 phần. 
- Phần 1: Cấu trúc và hành vi của hệ thống
- Phần 2: Hệ thống và chúng ta
- Phần 3: Thay đổi - trong hệ thống và trong triết lý của chúng ta